# Pont Jean-Jaurès
Le pont Jean-Jaurès est un pont routier à poutres permettant le franchissement de la Seine entre Elbeuf et Saint-Aubin-lès-Elbeuf dans le département de la Seine-Maritime en Normandie.
Un premier pont métallique, dû à la Compagnie des chemins de fer de l'Ouest pour faciliter les échanges entre Elbeuf et sa gare édifiée sur la rive gauche, est ouvert en 1864 et détruit en 1940. L'actuel pont, construit sur l'emplacement de l'ancien ouvrage, est ouvert en 1964.

## Historique

### Premier pont
Au début des années 1860, le tracé de la ligne du chemin de fer de Sequigny à Rouen doit passer par ou près Elbeuf ; la Compagnie des chemins de fer de l'Ouest estime qu'il est plus raisonnable financièrement et techniquement d'édifier la station sur la rive gauche de la Seine plutôt qu'à proximité du centre-ville sur la rive droite. L'administration de l'État accepte malgré les pressions de la commune mais, pour faciliter la relation entre la ville et sa gare, elle décide d'imposer à la Compagnie de l'Ouest la construction d'un nouveau pont. Le pont métallique, sans péage contrairement au pont suspendu voisin, est mis en service en 1864.
Au début de la Seconde Guerre mondiale, le pont est miné par l'armée française qui le fait sauter dans la nuit du 8 au 9 juin 1940.

### Pont actuel
Les travaux pour la construction d'un nouveau pont, réalisé suivant une technique mixte alliant des poutres métalliques et une dalle en béton armé, débutent en 1961 et sa mise en service a lieu en 1964. D'une portée de 200 mètres, il franchit la Seine entre Elbeuf et Saint-Aubin-lès-Elbeuf.
Corrodé après 40 ans de service, traversé chaque jour par 20 000 véhicules, le pont est rénové en 2007-2008 pour un coût de 1,2 million d'euros.